# Higienismo

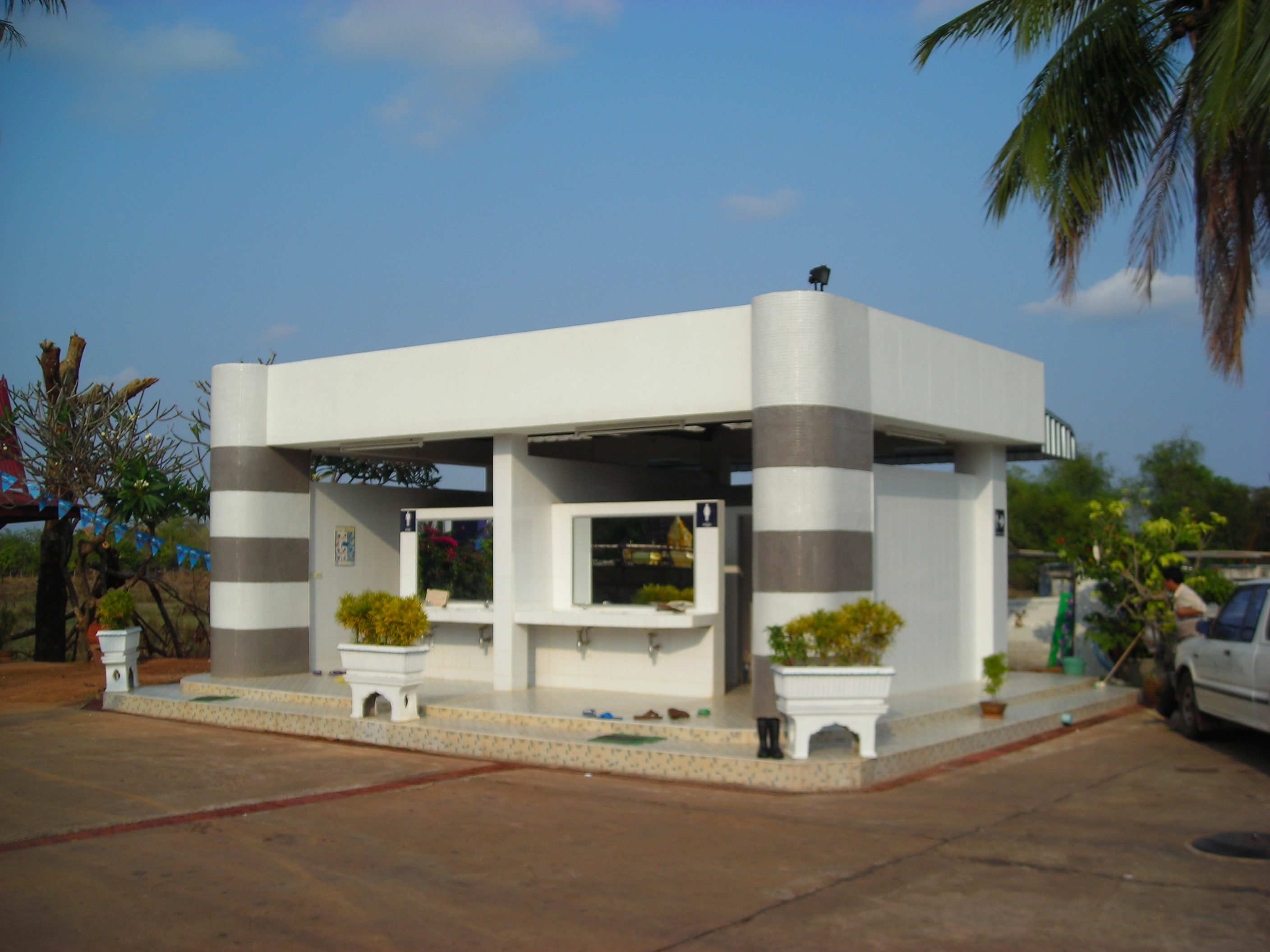
Imagem de um banheiro público em um posto de gasolina na Tailândia.

O higienismo é uma doutrina que nasceu na primeira metade do século XIX, quando os governantes começaram a dar maior atenção à saúde e à moral dos habitantes das cidades. Considerava-se que a doença era um fenômeno social que abarcava todos os aspectos da vida humana. A necessidade de se manterem determinadas condições de salubridade no ambiente da cidade mediante a instalação de adução e tratamento da água, esgotos, iluminação nas ruas, e assim poder controlar as epidemias foram dando forma a esta corrente, que se baseava no: 

## Origem
Até o início do século XIX, as condições de superlotação dos domicílios urbanos e a pobreza que afetava grande parte da população das cidades provocavam epidemias agravadas pela desnutrição. Os médicos começaram a denunciar as condições de vida como causa principal das enfermidades.
Em Viena, o médico Johann Peter Frank publicou A miséria do povo, mãe de enfermidades, obra que teve grande repercussão e provocou a adesão de outros médicos, que contribuíram para introduzir o higienismo na medicina, visando erradicar doenças como o cólera e a febre amarela.

## Desenvolvimento

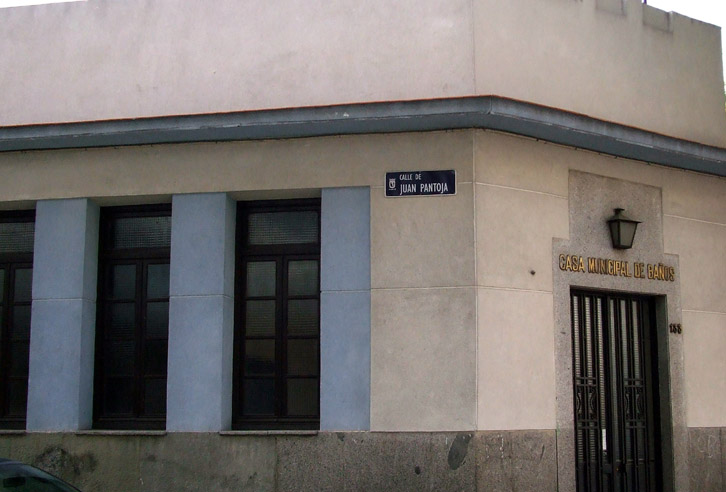
Casa de Banhos Calle Bravo Murillo, 2008.

Até 1850 houve apenas algumas tentativas individuais, sobretudo de médicos, de cuidar da saúde da população urbana. Buscava-se a origem das doenças em fatores ambientais. Era necessário proteger três elementos básicos: o ar, a água e o solo. Imaginava-se que em quantidade e qualidade adequadas, esses elementos poderiam afastar os "miasmas", como se chamavam então os "vapores ou organismos malignos" que, segundo se acreditava, desprendiam-se dos corpos dos enfermos ou das sustâncias em descomposição, minando a saúde dos habitantes das cidades.
Assim, o poder público passou a adotar algumas estratégias como aterrar os charcos e afastar indústrias, matadouros e cemitérios das áreas centrais da cidade.
Posteriormente, o movimento estendeu-se também à esfera privada, proclamando-se a necessidade de instalar sanitários nas casas, regulamentando-se a altura mínima dos tetos e as condições de ventilação natural dos ambientes, recomendando-se também a limpeza periódica das casas. A prostituição, considerada até então como um fenômeno moral, começa a ser estudada em seus aspectos patológicos, por sua relação com as doenças venéreas.
Logo, a partir das pesquisas de Koch e principalmente de Pasteur, descobriu-se que a verdadeira causa das doenças estava relacionado a micro-organismos e não a emanações de sustâncias em decomposição, e a higiene passa a ser uma questão social. As novas teorias fornecem uma base propriamente científica ao higienismo. Começa a ser feita a análise bacteriológica e o tratamento da água com cloro. Instalam-se redes de esgotos, os banheiros públicos, faz-se a coleta de lixo, utilizam-se as escarradeiras contra a tuberculose, entre outras medidas de profilaxia.
As teorias higienistas tiveram grande influência sobre o urbanismo numa época em que as cidades se industrializavam. Muitos arquitetos, urbanistas e governantes, como Rambuteau e o barão Haussmann em Paris, aderiram às novas teses. Tratava-se sobretudo de abrir as cidades intra muros.